# هانگورانکتا
هانگورانکتا (به لاتین: Hanguranketha) یک منطقهٔ مسکونی در سری‌لانکا است که در استان جنوبی (سری‌لانکا) واقع شده‌است.